# Wikipédia en sranan
Wikipédia en sranan (en sranan : Sranan Wikipedia) est l’édition de Wikipédia en sranan (ou stranan tongo), créole à base lexicale anglaise influencé par le néerlandais parlée au Suriname. Les articles sont créés sur l'incubateur Wikimédia à partir d'octobre 2007, et l'édition est lancée officiellement le 26 mai 2008,,,. Son code est : srn.
Au 21 mars 2025, l'édition en sranan contient 1 131 articles et compte 8 419 contributeurs, dont 13 contributeurs actifs et 1 administrateur.

## Présentation

Localisation du suriname.

## Statistiques
- En novembre 2011, l'édition en sranan compte quelque 850 articles et 1 900 utilisateurs enregistrés.
- Le 2 novembre 2022, elle contient 1 113 articles et compte 7 138 contributeurs, dont 13 contributeurs actifs et 1 administrateur.
- Le 1er octobre 2024, elle contient 1 121 articles et compte 8 171 contributeurs, dont 10 contributeurs actifs et 1 administrateur.